# Eucharis moorei
Eucharis moorei är en amaryllisväxtart som först beskrevs av John Gilbert Baker, och fick sitt nu gällande namn av Alan W. Meerow. Eucharis moorei ingår i släktet Eucharis och familjen amaryllisväxter. Inga underarter finns listade i Catalogue of Life.